# Pseudogagrella arishana
Pseudogagrella arishana is een hooiwagen uit de familie Sclerosomatidae.